# Willis Hall
Willis Hall est un écrivain anglais né le 4 juin 1929, mort le 7 mars 2005.

## Biographie
Willis Hall vit dans le Yorkshire. Écrivain pour la jeunesse, il est également connu en tant que scénariste de télévision.

## Œuvres
- The Royal Astrologer: adventures of Father Mole-Cricket of the Malayan legends, ill. George Adamson (Heinemann, 1959; Coward, McCann, 1962)
- Le Dernier des vampires, ill., Babette Cole (Père Castor Flammarion, 1982)
- Sauvons les dragons, ill. Solvej Crévelier (Père Castor Flammarion, 1989)
- Un si petit dinosaure, ill. Solvej Crévelier (Père Castor Flammarion, 1992)
- La Vengeance du vampire, ill. Solvej Crévelier (Père Castor Flammarion, 1999)
- L’Île du vampire (Spiderman Flammarion, 2000)

## Théâtre
- 1976 : Qui est qui ? de Keith Waterhouse et Willis Hall, adaptation Albert Husson, Théâtre Moderne pierre clech et le mailleur